# Адміністративний устрій Чернігівської області
Адміністративний поділ Чернігівської області: 5 адміністративних районів, 16 міст, у тому числі 3 — обласного підпорядкування, 29 селищ міського типу, 1483 сільських населених пунктів. Найбільші міста: Ніжин, Прилуки, Чернігів. Адміністративний центр — місто Чернігів.
Чернігівська область була утворена 15 жовтня 1932 року.

## Адміністративні райони
| Назва               | Герб | Адміністративний центр | Населення (тис. чоловік) | На мапі |
| ------------------- | ---- | ---------------------- | ------------------------ | ------- |
| Корюківський        |      | Корюківка              | 91,7                     |         |
| Ніжинський          |      | Ніжин                  | 228,7                    |         |
| Новгород-Сіверський |      | Новгород-Сіверський    | 66,4                     |         |
| Прилуцький          |      | Прилуки                | 158,2                    |         |
| Чернігівський       |      | Чернігів               | 460,9                    |         |

## Зняті з обліку населені пункти
В таблиці нижче наведено список виключених з обліку населених пунктів Чернігівської області через їх знелюднення або об'єднання з іншими населеними пунктами.
| Рік  | Кількість | Населені пункти |
| ---- | --------- | --- |
| 2020 | 1         | Прилуцький район (Клеці). |
| 2016 | 1         | Новгород-Сіверський район (Миколаївське). |
| 2013 | 14        | Бахмацький район (Кирпичне); Городнянський район (Лозове, Марочкине); Ічнянський район (Степ); Коропський район (Борзенців, Сміле); Новгород-Сіверський район (Зоря); Носівський район (Бекарщина); Семенівський район (Дачне, Кути Перші, Логи, Михайлове, Ракужа); Срібнянський район (Скибівщина). |
| 2012 | 2         | Новгород-Сіверський район (Ямне); Прилуцький район (Козин). |
| 2011 | 1         | Новгород-Сіверський район (Попове). |
| 2009 | 3         | Бахмацький район (Круглолугівка); Новгород-Сіверський район (Зелений Гай, Піщанка). |
| 2007 | 2         | Щорський район (Товкачі); Новгород-Сіверський район (Андріївка). |
| 2006 | 1         | Новгород-Сіверський район (Веселе). |